# Drepanocassis profana
Drepanocassis profana es una especie de insecto coleóptero de la familia Chrysomelidae.
Fue descrita científicamente en 1855 por Boheman.